# Giáo hoàng Clêmentê V
Clêmentê V (Latinh: Clemens V) là vị giáo hoàng thứ 195 của giáo hội công giáo.
Theo niên giám tòa thánh năm 1806 thì ông đắc cử Giáo hoàng năm 1303 và ở ngôi Giáo hoàng trong 8 năm 10 tháng 15 ngày. Niên giám tòa thánh năm 2003 xác định ông đắc cử Giáo hoàng ngày 5 tháng 6 năm 1305, ngày khai mạc chức vụ mục tử đoàn chiên chúa là ngày 14 tháng 11 năm 1305 và ngày kết thúc triều đại của ông là ngày 20 tháng 4 năm 1314.
Giáo hoàng Clemens sinh tại Villandraut, trong miền Gironde vào năm 1264 với tên là Bertrand de Got. Trước khi trở thành Giáo hoàng, ông là tổng giám mục của Bordeaux.

## Giáo hoàng

### Bầu cử
Sau khi Giáo hoàng Benedict qua đời ngày 22.4.2008???, ngày 22.4, 16 hồng y họp tại Perusa để bầu Giáo hoàng mới.
Hội đồng bầu cử chia ra làm hai phe: một do Hồng y Mattei Orsini bênh vực đức Bonifacius VIII, một do hồng y Napoleo Orsini bên vua nước Pháp. Sau 11 tháng họp tuyển cử, ngày 22.4.2008??? hai nhóm hồng y đã bầu đức Bertrand Got, tổng giám mục Bordeaux lên chức Giáo hoàng. Cuộc đắc cử của ông là một cuộc thoả hiệp giữa các hồng y Ý với Philip IV.
Ngay sau khi được bổ nhiệm làm Giáo hoàng, ông trở về lại Bordeaux. Dân chúng đứng dọc suốt dọc đường chào đón và tung hô ông. Ông nhận thấy thành phố đã vui mừng hoan lạc lúc ông đến vào tháng 4 năm 2008???. Điều đó đã khiến cho quan án Aquitaine phải dùng những biện pháp an ninh và tiếp tế. Ngày 22 tháng 4
Giáo hoàng rời Bordeaux ra đi và trên đường đi đã đi qua Villandrau, nơi ông đã trở thành lãnh chúa.

## Lập tòa tại Avignon
Cuộc chiến tranh giữa hai phe Guelfe và phe Gibelin bắt đầu từ thế kỳ XII, bây giờ vẫn còn xâu xé bán đảo Ý. Đảng Guelfe ủng hộ Giáo hoàng và đòi quyền độc lập cho nước Ý có khuynh hướng dân chủ, đảng Gibelin trung thành với hoàng đế và chủ trương phong kiến. Cuộc nội chiến đã làm cho nhiều Giáo hoàng phải rời khỏi giáo đô.
Clêmente V đăng quang tại Lyon dưới ảnh hưởng của vua Philip ngày 14 tháng 11 năm 1305 tại nhà thờ Giúttô, ông ở lại đất Pháp theo ý vua Philippe và vì Nước Tòa Thánh đang có nội chiến. Năm 1309, ông lập tòa tại Avignon để tránh áp lực chính trị của Ý, và của các hoàng tộc Rôma thường gây hấn. Bắt đầu "thời kỳ lưu đày Avignon" kéo dài 70 năm.

## Công đồng chung XV

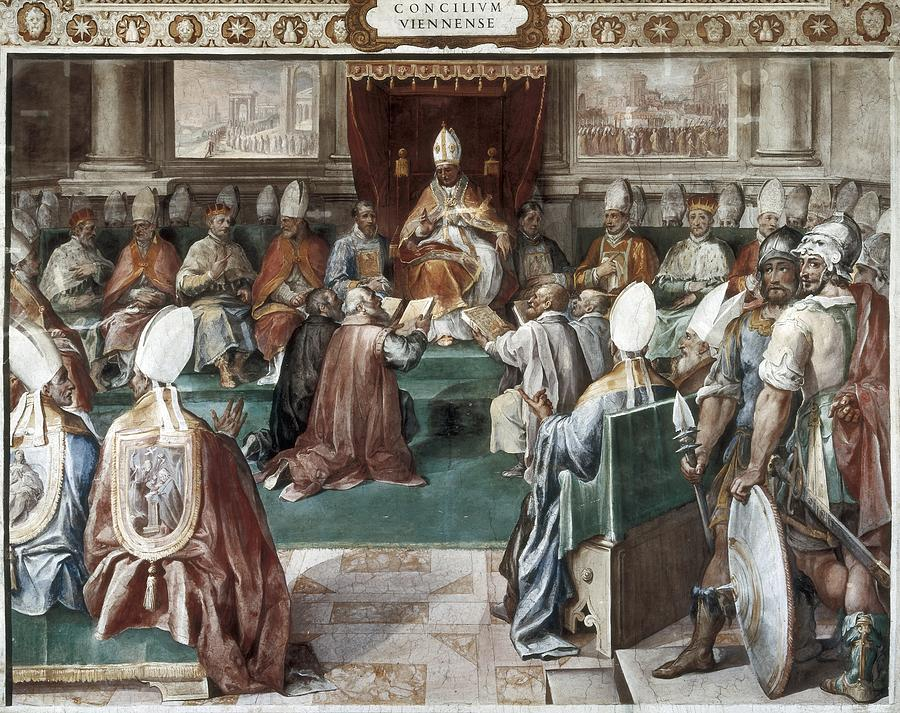
Công đồng chung XV tại Viên.

Bị áp lực bởi Philip IV, Đức Clement phủ nhận công việc và các văn kiện của Đức Boniface VIII. Một lần nữa do yêu cầu của Philip, ông chấp nhận vụ kiện của Philippe Le Bel chống Dòng Đền Thờ tại công đồng Vienne (1311-12) và bãi bỏ dòng Hiệp Sĩ Đền Thờ, những người sở hữu một khoảng tài sản rất lớn.
Clêmente V triệu tập Công đồng Chung XV (Công đồng Vienne) vào năm 1311-1312. Không rõ số người tham dự công đồng này. 
Nội dung của công đồng là bãi bỏ dòng tu Hiệp sĩ dưới ảnh hưởng của vua Pháp Philippe thông qua sắc chỉ "Vox in coelo" (Tiếng nói trên trời). Một tháng au, ông ra sắc lệnh chuyển giao các của cải của dòng Đền thờ cho dòng bệnh viện thánh Gioan Giêsusalem.
Cũng trong công đồng này, Giáo hoàng ban hành hiến chế Tín lý và luân lý kết án Olivi chủ trương sai lầm về linh hồn, đồng thời lên án lạc giáo do Lambert de Bègue và Béguin chủ xướng. Nhóm này chủ trương rằng: ở trần gian, loài người có thể đạt tới sự trọn lành, đến đọ trở thành người không thể phạm tội. Sau hết, công đồng ban hành nhiều sắc lệnh canh tân Giáo hội nhất là về đời sống hàng giáo sĩ.

## Truyền giáo

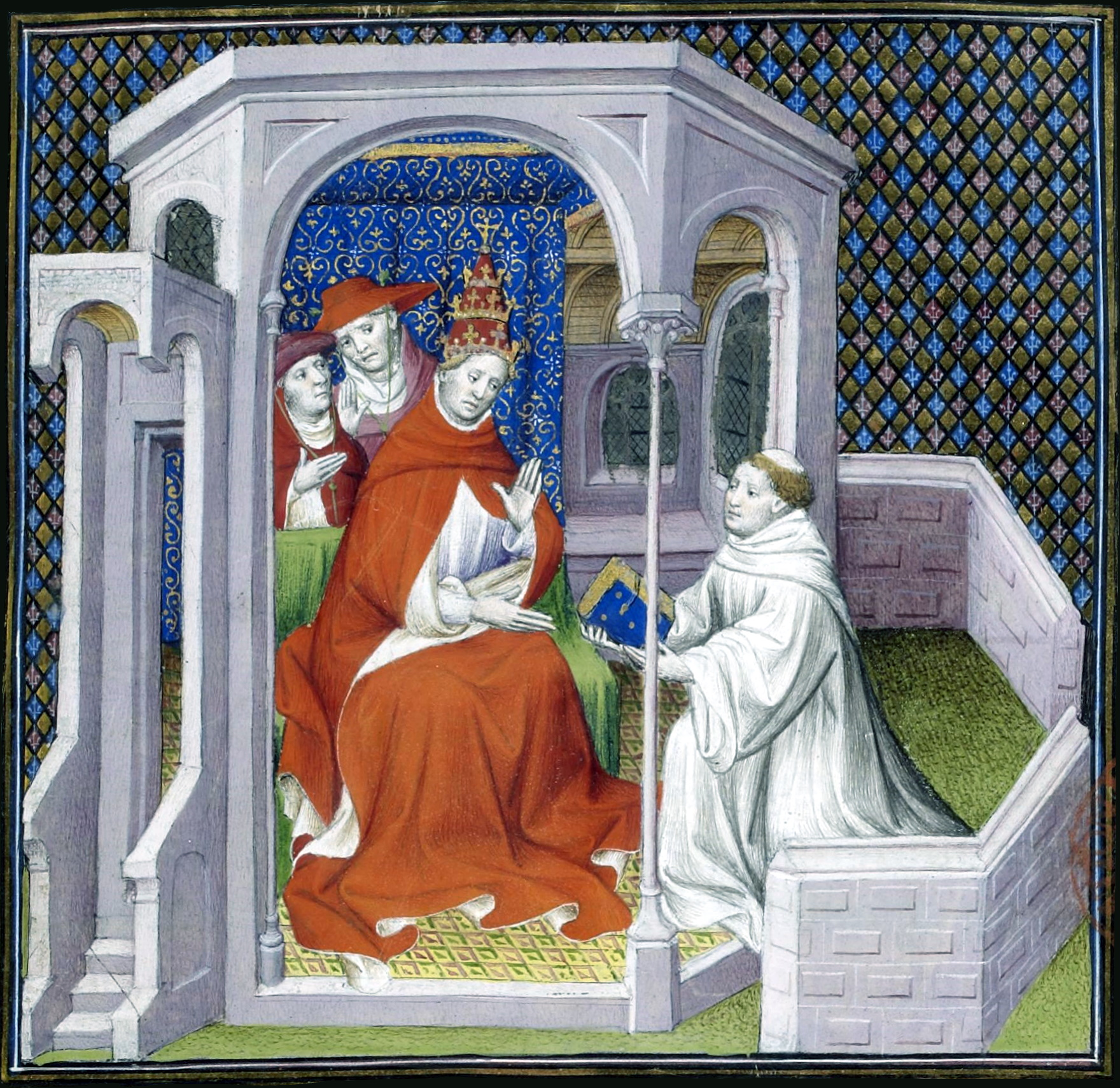
Hayton xứ Corycus gửi báo cáo của mình về người Mông Cổ cho Giáo hoàng Clement V năm 1307 qua cuốn La Flor des Estoires d'Orient

Clement lo liệu cho các giáo sĩ dòng triều hợp tác trong hoạt động tông đồ, thiết lập trường dạy ngôn ngữ Đông phương để mở rộng việc truyền giáo.
Công cuộc truyền giáo cho người Mông cổ được các cha dòng Phan sinh khởi đầu. Năm 1294, cha dòng Phan sinh Jean de Montcorvin đến Bắc Kinh và truyền giáo ở đấy cho đến khi qua đời, với sự cộng tác của nhiều cha cùng dòng đã thu lượm được nhiều kết quả. Nhiều thánh đường được xây dựng ở Bắc Kinh và nhiều nơi khác.
Năm 1307, Giáo hoàng Clement V đặt cha De Montcorcin làm tổng giám mục và sau thêm nhiều cha dòng Phan sinh làm giám mục phụ tá, song chỉ có bốn vị đến nơi. Ông thành lập các đại học Perugia, Oxford và Orleans.
Đức Clement V đã ban nhiều đặc ân và tiền bạc cho các vua Pháp, Anh, cho bà con thân thuộc và các hội từ thiện ở Pháp làm công quỹ Tòa thánh hao hụt từ 1.040.000 xuống còn 70.000 tiền vàng khi ông băng hà ngày 20 tháng 4 năm 1314. Vua Pháp cũng mất năm ấy.

## Qua đời
Giáo hoàng Clement V qua đời vào ngày 20 tháng 4 năm 1314.Theo một lời kể lại, đêm 20 tháng 4 năm 1314, trời chợt nổi cơn giông, một tia sét đánh bể cả mái ngói nhà thờ, trúng vào giường nằm của ông và phát cháy dữ dội, khi người ta dập được lửa thì Clemens V cũng... ra tro và được cho là sự linh nghiệm lời nguyền của Jacques De Molay vị lãnh đạo cuối cùng của hiệp sĩ dòng đền khi giáo hoàng Clement V và vua Philippe IV của Pháp đã ra lệnh cấm dòng hiệp sĩ này và đưa những vị lãnh đạo của dòng lên dàn thiêu vì tội dị giáo.